# Michael Fordham
Michael Scott Montague Fordham (4 de agosto de 1905, Kensington, Londres-14 de abril de 1995, Chalfont St. Peter, Buckinghamshire, Inglaterra) fue un psiquiatra inglés y analista junguiano. Representante principal de la escuela evolutiva en psicología analítica. El Michael Fordham Prize es denominado en su honor.

## Biografía
Segundo hijo de Montague Edward Fordham y su esposa Sara Gertrude Worthington, Fordham nació en Kensington, Londres y fue educado en el Gresham's School, Holt, Norfolk (1918-1923), en el Trinity College, Cambridge (1924-1927), y en el St Bartholomew's Hospital (1927-1932). Alcanzaría los grados de MB y BCH (Bachelor of Medicine, Bachelor of Surgery: licenciatura en medicina y cirugía) en 1931, y MRCP (Membership of the Royal College of Physicians: miembro del Real Colegio de Médicos, postgrado en medicina) en 1932.

## Sumario de su carrera
- 1932: Junior Medical Officer, Long Grove Mental Hospital, Epsom
- 1933: comienza a leer a Jung
- 1934: Fellow en Child Psychiatry, London Child Guidance Clinic
- 1934-1936: en análisis con H. G. Baynes
- 1934: visita Zúrich para conocer a Jung, intentando analizarse con él
- 1935-1936: pasa un año como médico de familia en Barking
- 1936: en análisis con Hilde Kirsch
- 1936: consultor a tiempo parcial en la clínica de orientación infantil de Nottingham
- 1942: psiquiatra consultor para niños evacuados en el área de Nottingham
- 1945: nombrado coeditor de la traducción en inglés de la Obra completa de C. G. Jung
- 1946: fundador de la Sociedad de Psicología Analítica
- 1946: consultor para la Child Guidance Clinic en el West End Hospital for Nervous Diseases, Londres
- 1947: grado de MD (Doctor en Medicina)
- 1971: miembro fundador del Royal College of Psychiatry
- 1970s: trabajó en la Tavistock Clinic en observaciones madre-hijo

## Publicaciones
- The Life of Childhood (1944)
- New Developments in Analytical Psychology (1957)
- The Objective Psyche (1958)
- Children as Individuals (1969, revisión de The Life of Childhood)
- The Self and Autism (1976)
- The Making of an Analyst: a memoir (London: Free Association Books, 1993)

Desde 1945, Fordham fue coeditor de la traducción inglesa de la Obra completa de C. G. Jung
De 1955 a 1970 fue editor del Journal of Analytical Psychology

## Familia
En 1928, Fordham se casó con Molly Swabey, y su hijo Max nació en 1933. En 1940, su matrimonio fue disuelto y se casó en una segunda ocasión con Frieda Hoyle, que falleció en 1987.